# Lozanella
Lozanella es un género  de plantas  perteneciente a la familia Cannabaceae.Comprende 3 especies descritas y de estas, solo 2  aceptadas.

## Descripción
Son árboles o arbustos, que alcanzan un tamaño de 3–10 m de alto; ramas densamente estrigosas; plantas dioicas. Hojas opuestas, ovadas a ovado-lanceoladas, 7–16 cm de largo y 4–8 cm de ancho, ápice agudo a acuminado, base atenuada a redondeada, serradas, escabrosas y estrigosas en la haz y el envés; estípulas liguladas, caducas, dejando una cicatriz interpeciolar. Inflorescencias axilares, cimosas; flores estaminadas pediceladas, con pistilodio, sépalos 5, unidos en la base, estambres 5; flores pistiladas subsésiles, sépalos 5, ovario lenticular, verde, ramas del estilo 2, lineares. Frutos drupas lenticulares, de 1.5 mm de largo, amarillas a anaranjadas.

## Taxonomía
El género fue descrito por Jesse More Greenman y publicado en Proceedings of the American Academy of Arts and Sciences 41(9): 236. 1905. La especie tipo es: Lozanella trematoides Greenm. 

## Especies aceptadas
A continuación se brinda un listado de las especies del género Lozanella aceptadas hasta octubre de 2013, ordenadas alfabéticamente. Para cada una se indica el nombre binomial seguido del autor, abreviado según las convenciones y usos.
- Lozanella enantiophylla (Donn.Sm.) Killip & C.V.Morton
- Lozanella permollis Killip & C.V.Morton